# Acria emarginella
Acria emarginella là một loài bướm đêm trong họ Depressariidae. Loài này được Edward Donovan mô tả lần đầu năm 1804. Loài này được tìm thấy ở Trung Quốc (Hà Nam, Tứ Xuyên, Thiên Tân, Chiết Giang), Sri Lanka, Ấn Độ và Nhật Bản.
Sải cánh của loài này dài từ 19–23 mm.